# Ewald Walterskirchen
Ewald Walterskirchen (* 1. Mai 1945) ist ein österreichischer Wirtschaftswissenschaftler.
Walterskirchen arbeitete von 1970 bis 2010 als wissenschaftlicher Mitarbeiter am Österreichischen Institut für Wirtschaftsforschung (WIFO), u. a. als Mitglied der Leitung sowie als Koordinator des Forschungsbereichs Makroökonomie. Derzeit ist er WIFO-Consultant.

## Arbeiten
Walterskirchen publizierte unter anderem in den Bereichen Arbeitsmarktforschung, Makroökonomie und europäischer Wirtschaftspolitik. International bekannt wurde er als Koordinator der internationalen Kreisky-Kommission für Beschäftigungsfragen. Deren Bericht „20 Millionen suchen Arbeit“ nahm gegen den Neoliberalismus Stellung.
Walterskirchen schrieb Bücher über „Unemployment and Labour Market Flexibility“ (ILO-Studie) und die Arbeitsmarktpolitik in Schweden sowie viele WIFO-Arbeiten. Er vertrat eine keynesianische Haltung und empfahl wirtschaftspolitische Strategien im Sinne von Keynes und Kalecki.
Im Jahr 2005 veröffentlichte Walterskirchen das Buch „Der Weg in die Informationsgesellschaft“. Er entwarf darin ein universelles Entwicklungsmuster von Natur und Gesellschaft.